# Interleukin 25

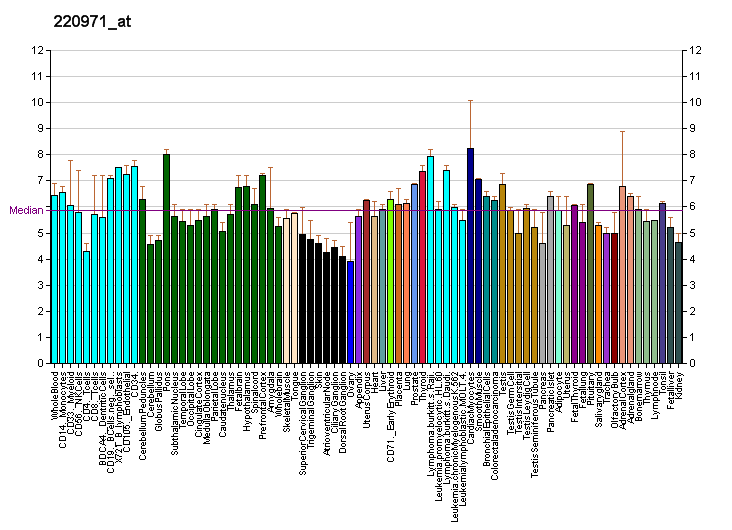
schéma genové exprese IL-25

Interleukin-25 (IL-25), známý také pod názvem interleukin-17E (IL-17E), je protein, který je u lidí kódován genem IL25 na 14. chromosomu. IL-25 byl objeven v roce 2001 a je složen ze 177 aminokyselin.

## IL-25 a cytokinová rodina IL-17
IL-25 je cytokin, který patří do cytokinové rodiny IL-17, společně s IL-17A (zvaný též jako IL-17), IL-17B, IL-17C, IL-17D, IL-17F. To, že se IL-25 řadí této cytokinové rodiny, je důvod jeho alternativního názvu IL-17E. Všichni členové této cytokinové rodiny mají homologické úseky aminokyselinových sekvencí a protorově konzervované cysteiny. IL-25 je ze všech členů rodiny IL-17 odlišný svou funkcí i strukturou.
IL-25 má heterodimerní receptor, obsahující podjednotky IL-17RA a IL-17RB. Podjednotka IL-17RA je společná i pro IL-17A a IL-17F. Druhá podjednotka IL-17RB je zase společný také pro IL-17B. IL-25 se váže přímo na IL-17RB, ale nikoli na IL-17RA. Avšak pro funkce IL-25 jsou podstatné obě receptorové podjednotky.

## Funkce
IL-25 je produkován mnoha typy buněk – T-lymfocyty, dendritickými buňkami, makrofágy, žírnými buňkami, bazofily, eozinofily, epiteliálními buňkami a Panethovými buňkami.
Tento cytokin aktivuje NF-κB a stimuluje produkci IL-8 (CXCL8), což je hlavní chemotaktická látka pro neutrofily.
Další důležitou funkcí IL-25 je podpora Th2 imunitní odpovědi. Ukázalo se, že IL-25 podporuje produkci Th2 cytokinů IL-4, IL-5 a IL-13. Důkazem toho je exprese IL-17RB na Th2 buňkách a nikoli na Th1 a Th17 buňkách. Krom toho se Il-25 podílí na snížení exprese IFN gama.
Vzhledem k tomu, že IL-25 podporuje rozvoj imunitní odpovědi Th2, působí proti několika střevním infekcím způsobeným helminthy. Tato role IL-25 byla prokázána u těchto intestinálních parazitů: Nippostrongylus brasiliensis, Trichuris muris, Trichinella spiralis a Heligmosomoides polygyrus bekeri.
IL-25 je také reguluje produkci IL-9. Ukázalo se, že přítomnost IL-25 zvyšuje produkci IL-9 v Th9 buňkách. Th9 buňky moou vznikat jak z naivních Th buněk, tak z diferencovaných Th2 buněk.
Další funkcí IL-25 je aktivace přirozených lyfoidních buněk typu 2 (ILC2). Právě IL-25 (společně s IL-33) je hlavním možným aktivátorem ILC2.

## Klinické využití
IL-25 podporuje produkci jiných cytokinů, včetně IL-4, IL-5 a IL-13 v mnoha tkáních, které stimulují expanzi eosinofilů. Il-25 je důležitá molekula, která kontroluje imunitu střeva a  zapojuje se do chronického zánětu gastrointestinálního traktu. 
Geny IL-25 byly dále identifikovány v chromozomální oblasti, která je spojena s onemocněním střeva, jako je zánětlivé střevní onemocnění (IBD). Avšak žádný přímý důkaz nenaznačuje, že IL-25 hraje jakoukoli role v této nemoci. 
IL-25 má silnou protinádorovou aktivitu in vivo u některých lidských rakovin, včetně karcinomů melanomu, prsu, plic, tlustého střeva a pankreatu, což naznačuje potenciální klinické použití IL-17E jako protinádorového činidla.

## IL-25 v alergiích
IL-25 působí v alergiích patologicky. Jde totiž o molekulu podporující Th2 odpověď. IL-25 se podílí na vzniku IL-4, IL-5 a IL-13, což jsou cytokiny s důležitou úlohou v alergiích.
Mnoho studií navrhuje, že zablokování aktivity IL-25 by mohlo být v léčbě alergií úspěšné. Výzkumné studie navrhují blokaci pomocí neutralizační protilátky proti IL-25. Důkazem také je, že v IL-25 KO myších byla prokázána opožděná Th2 imunitní odpověď.
Blokace IL-25 se také ukázala vhodná u léčby chronické rýmy s nasálními polypy. IL-25 se totiž podílí na polypogenezi. Po použití neutralizační protilátky proti IL 25 došlo k snížení hladin Th2 cytokinů a k poklesu nosních polypů.
Další navrhovanou možností léčby alergií s IL-25 je kombinace neutralizačních protilátek proti IL-25, IL-33 a TSLP (thymický stromální lymfopoetin). Všechny tyto 3 cytokiny totiž podporují Th2 imunitní odpověď.